# Kalanchoe teixeirae
Kalanchoe teixeirae là một loài thực vật có hoa trong họ Crassulaceae. Loài này được Raym.-Hamet ex R.Fern. miêu tả khoa học đầu tiên năm 1980.